# Csetneki család
A Csetneki család, vagy más változatok szerint Chetneki, Chetneky a pelsőczi Bebek családdal egy tőről ered. 

## Története
A család első ismert őse Benedek, kinek négy fia volt. Fiai közül Lászlónak 1320-ban a testvérek közötti osztozkodáskor Csetnek jutott osztályrészül, ő kapta meg Csetnek várát is, majd a várról és a településről később leszármazottai a Csetneki nevet vették föl.
I. László neje Szalonai Ilona (Elena de Szalona) volt, kitől született gyermekei:
- II. László budai hévvizi prépostság kormányzója, kir. kápolnai lelkész (Comes capellae regiae) 1423-ban; – a királyné kancellárja 1432-ben, nyitrai püspök 1442-ben.

- I. Miklós (akit Rufusnak is nevezték). I. Miklósnak fia I. György 1393-ban királyi főasztalnok, 1402-ben gömöri főispán volt. Nejétől, Katalintól egy fia, egy leánya maradt. Zsigmond fiának utódai alig voltak.

- I. János, ki testvérével együtt 1412-ben aláírta a Zsigmond magyar, és I. Ulászló lengyel király közötti békeszerződést.

I. János (I. Lászlónak fia) hét gyermeket hagyott maga után, ezek közül I. András Ilona nevű nejétől  született gyermekei által szaporítá el családját.
- A családnak II. János (aki 1505-ben a rákosi országgyűlésen Gömör vármegye követe volt, és III. Miklós gyermekeivel magva szakadt.

- III. Miklósnak volt ugyan Imre és Zsigmond nevü fia, ki Szapolyai pártján állt, Ferdinánd emberei elfogták, majd 1533-ban Catzianer által szabadon bocsáttatott, de ennek utódai nem maradtak.

- IV. Lászlónak ónodi Czudar Annától több gyermeke is született, akik közül Bernát tartotta fenn ágazatát.

- Bernátnak fia VI. László, kinek két nejétől ismét több gyermeke volt. Közülük I. István 1594. július 15-kén halt meg Dobsinán, amint azt a Csetneki templomban sirfelirata is mutatja. Három leánya maradt.

- VI. László gyermekei közül csak II. Mihálynak († 1588.) születtek fiú gyermekei. Ezek közül II. Ferenc élt legtovább, és igy a Csetneki (Chetneki) név ennek halálával (1599. után) sírba szállt.

## A család címere
A család címerét az 1594-ben meghalt I. Chetneky Istvánnak sirkövén maradt fenn, mely lényegében megegyezik a Bebek család címerével: A paizs mezejében kettős kereszt áll, a pajzs fölötti sisakból páncélos koronás férfiú alak nyúlik föl, fölemelt kezeiben egy-egy halat tartva. 

## Csetnek
Csetnek települést, melyről a család a nevét vette már a pápai tizedjegyzék is említette Chitnik néven, majd 1243-ban IV. Béla magyar király Bebek Detrének és Fülöpnek adományozta. A település 1328-ban Károly Róbert királytól hetivásárjogot nyert. 1421-ben az egri káptalan egyik kiadványában civitasként említette; majd 1417-ben a királytól országos vásárjogot is nyert, ekkor már mint oppidum szerepelt. Ez időben neve: Chytnuk, Chytnek vagy Chytnykként volt említve. A település a Bebek atyafiság révén a család egyik ágának a Csetnekiek lettek az urai. A település erős vára a Bebekek alatt épült, bástyáit hozzáférhetetlen mocsarak vették körül. A Csetnekiek után több birtokosa is volt, így a Thököly család, 1700 körül pedig II. Rákóczi Ferencné, illetőleg az Aspermontok, 1712-ben Perényi György, 1722-ben pedig az Usz, a Péczy és a Szécsényi családok is birtokosai voltak, kik 1744-ben az Andrássy-féle birtokokat visszabocsátották az Andrássyak tulajdonába. Két évvel később báró Perényi Györgyné és leánya is átadják javadalmaikat Andrássy Györgynek, míg 1775-ben az Andrássy család a Thököly-féle rész birtokába jut. A Rákóczi féle birtokok később a császári-királyi kamaráé lettek, de úgy ezeket, mint a Szepesy-féle birtokot szintén az Andrássy család szerezte meg 1867-ben, egy évvel később pedig a Szontágh-féle és a Rokfalussy-féle birtokokat. 
Az itt épült vár a török dúlások alatt sokat szenvedett, de a Thököly és a Rákóczi-féle mozgalmak alatt teljesen romba dőlt. Későbbi birtokosai azután igyekeztek a várból megmenteni, amit lehetett, úgy hogy hatalmas saroktornyai máig fennállanak. Vasércbányái már a 17. században híresek voltak arról, hogy itt bányászták az országban a legjobb minőség vasat.